# Gemeinsamer europäischer Referenzrahmen für Sprachen
Der Gemeinsame europäische Referenzrahmen für Sprachen (GeR) ist eine umfangreiche Empfehlung für den Sprachunterricht. Ergänzt und aktualisiert wurde er 2020 durch den Begleitband zum Gemeinsamen europäischen Referenzrahmen für Sprachen. Der GeR stuft die Sprachkompetenz in drei Stufen ein: die elementare (A), selbstständige (B) und kompetente (C) Sprachverwendung. 

Gebräuchliche Abkürzungen sind GeR, GER, GeRS und GERS; auch CECRL für französisch Cadre européen commun de référence pour les langues, sowie CEFR oder CEFRL für englisch Common European Framework of Reference for Languages. Der GeR verfolgt das sprachpolitische Ziel, Mehrsprachigkeit und individuelle Vielsprachigkeit zu fördern. So soll er die internationale Zusammenarbeit auf dem Gebiet der modernen Sprachen stärken.

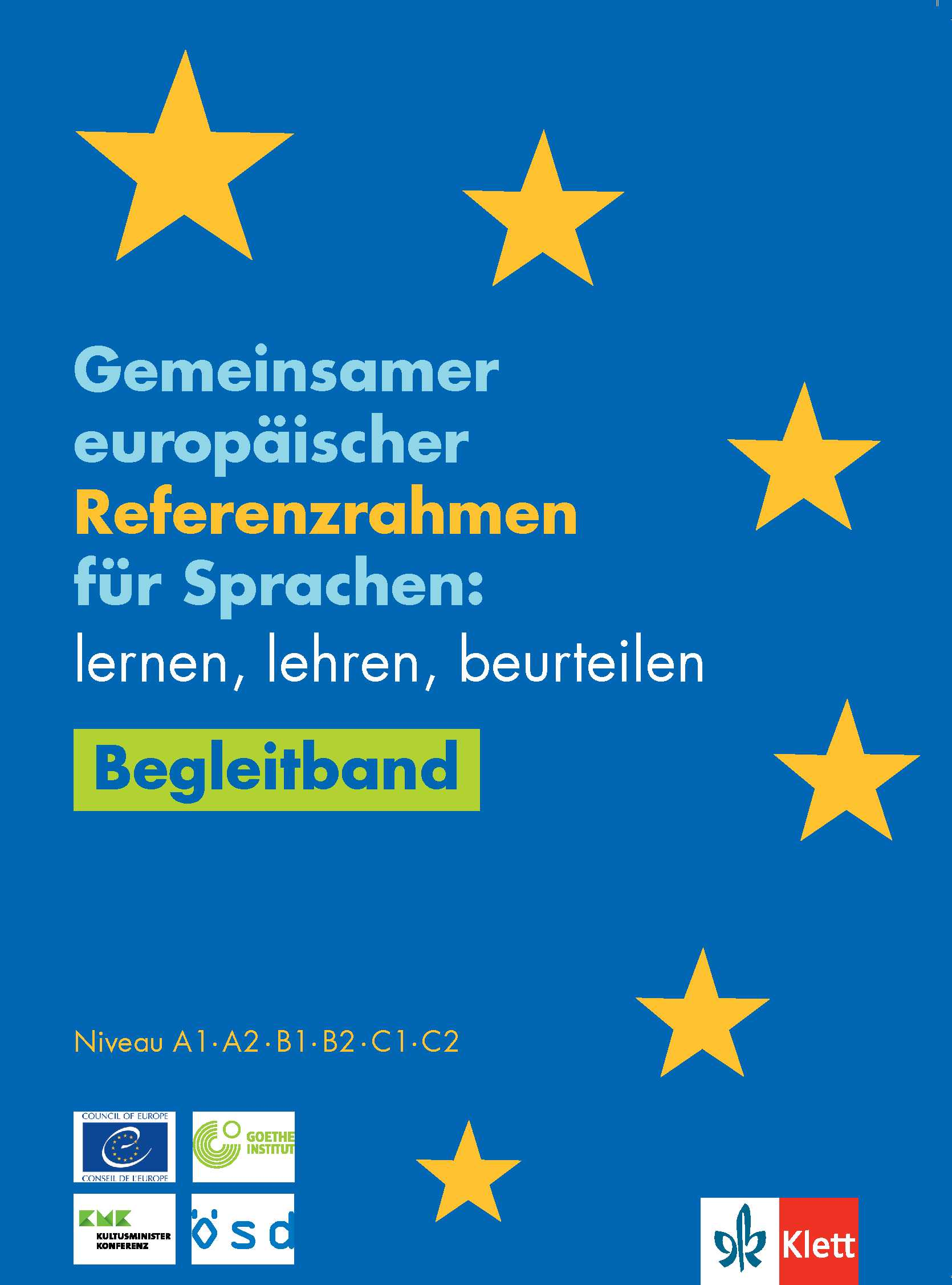
Europarat (2020). Gemeinsamer europäischer Referenzrahmen für Sprachen – Begleitband.

## Geschichte

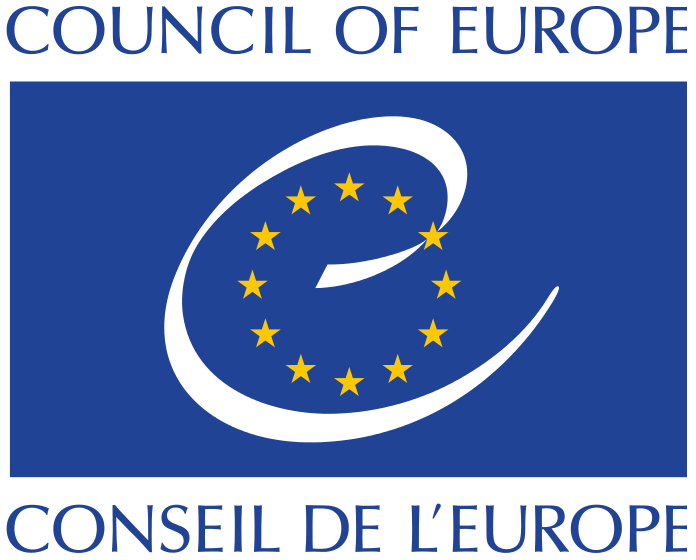
Flagge des Europarats

Der Gemeinsame europäische Referenzrahmen für Sprachen wurde in den 1990er Jahren vom Europarat erarbeitet und 2001 zum ersten Mal veröffentlicht.
Im November 1991 wurde während eines intergouvernementalen Symposiums in Rüschlikon in der Schweiz erstmals die Idee diskutiert, Sprachkompetenzen länderübergreifend in Stufen einzuteilen: „Transparenz und Kohärenz im Sprachenlernen in Europa: Ziele, Evaluation, Zertifizierung“.
Ziel war es das Sprachenlernen bei verstärkter Mobilität und zur effektiveren internationalen Kommunikation und Vergleichbarkeit unter den europäischen Mitgliedstaaten zu intensivieren. Dabei wurde angestrebt, einen gemeinsamen Referenzrahmen für das Sprachenlernen zu entwickeln und die verschiedenen Bildungssysteme in Europa zu berücksichtigen. Diese Maßnahme sollte die internationale Kooperation der Bildungseinrichtungen fördern, die gegenseitige Anerkennung der Qualifikationen auf eine solide Basis stellen und alle Beteiligten dabei unterstützen, ihre Bemühungen in diesen Rahmen einzubetten und zu koordinieren.
Im Jahr 2001, dem Europäischen Jahr der Sprachen, wurde die deutsche Übersetzung des GER, die im Auftrag des Goethe-Instituts gemeinsam mit Institutionen aus Österreich (Bildungsministerium und ÖSD) und der Schweiz (EDK) herausgegeben wurde, gleichzeitig mit dem englischen Original auf dem erstmals ausgerufenen Europäischen Tag der Sprachen in Lund/Schweden vorgestellt. Die Veröffentlichung folgte im selben Jahr.
Eine wichtige Aktualisierung und Ergänzung des GeR erschien 2020 mit dem Titel Begleitband zum Gemeinsamen europäischen Referenzrahmen für Sprachen. Der Begleitband zitiert zentrale Passagen des ursprünglichen GeR 2001 und präzisiert und erläutert sie. Die Deskriptoren im Begleitband ersetzen und ergänzen die im Jahr 2001 veröffentlichten Deskriptoren. Bestehende Skalen wurden insbesondere für A1 und die C-Stufen aktualisiert. Zahlreiche Skalen enthalten nun auch Deskriptoren für die neue Stufe Vor-A1. Darüber hinaus trägt der Begleitband den Diskussionen seit 2001 Rechnung. So werden gesellschaftliche und technologische Entwicklungen berücksichtigt (Online-Kommunikation, Gebärdensprache, literarische Rezeption) und neue Skalen beispielsweise für die Vermittlung von Texten, Konzepten etc. hinzugefügt.
Jede Stufe teilt sich wiederum in zwei Kompetenzniveaus auf und berücksichtigt für jedes Niveau die vier Fertigkeiten Leseverständnis, Hörverständnis, Schreiben und Sprechen. Der Referenzrahmen stellt eine gemeinsame Basis für die Entwicklung von zielsprachlichen Lehrplänen, curricularen Richtlinien, Lehrwerken und Qualifikationsnachweisen in der europäischen Spracharbeit dar und ermöglicht deren intersprachliche Vergleichbarkeit. Er folgt dem handlungs- und aufgabenorientierten Ansatz, dem zufolge Sprachlernende als in sozialen Kontexten sprachlich Handelnde gesehen werden.

## Kompetenzniveaus
Der Gemeinsame europäische Referenzrahmen für Sprachen nimmt eine klassische Aufteilung der Lernbereiche in Grund-, Mittel- und Oberstufe vor.
- Kompetenzniveau A beschreibt eine elementare Sprachverwendung.
- Kompetenzniveau B beschreibt eine selbstständige Sprachverwendung.
- Kompetenzniveau C beschreibt eine kompetente Sprachverwendung.

Die jeweiligen Niveaustufen werden noch einmal in je eine höhere bzw. niedrigere Stufe in insgesamt sechs Niveaustufen aufgefächert. Eine Niveaustufe definiert die jeweiligen sprachlichen Kompetenzen in Form von Kann-Beschreibungen (Can Do Statements) von Kenntnissen und Fertigkeiten. Die empirisch validierten, positiv formulierten Sätze drücken aus, was Lernende auf jeder der Stufen sprachlich zu leisten imstande sein sollen.
Das höchste Niveau – C2 – ist vom Europarat nicht als muttersprachliche Kompetenz definiert, sondern bezieht sich auf einen bestimmten Grad an Präzision, Angemessenheit und Leichtigkeit im Umgang mit der Sprache.
| Kom- petenz- Niveau | Kompetenz- Beschreibung         | Niveau- Stufe | Beschreibung des Referenz- Niveaus | Kann-Beschreibungen (Beschreibung der erforderlichen Fähigkeiten) |
| ------------------- | ------------------------------- | ------------- | ---------------------------------- | --- |
| A                   | Elementare Sprachverwendung     | A1            | Einstieg                           | Kann vertraute, alltägliche Ausdrücke und ganz einfache Sätze verstehen und verwenden, die auf die Befriedigung konkreter Bedürfnisse zielen. Kann sich und andere vorstellen und anderen Leuten Fragen zu ihrer Person stellen – z. B. wo sie wohnen, welche Leute sie kennen oder welche Dinge sie haben – und kann auf Fragen dieser Art Antwort geben. Kann sich auf einfache Art verständigen, wenn die Gesprächspartner langsam und deutlich sprechen und bereit sind zu helfen.                                                                    |
| A                   | Elementare Sprachverwendung     | A2            | Grundlagen                         | Kann Sätze und häufig gebrauchte Ausdrücke verstehen, die mit Bereichen von ganz unmittelbarer Bedeutung zusammenhängen (z. B. Informationen zur Person und zur Familie, Einkaufen, Arbeit, nähere Umgebung). Kann sich in einfachen, routinemäßigen Situationen verständigen, in denen es um einen einfachen und direkten Austausch von Informationen über vertraute und geläufige Dinge geht. Kann mit einfachen Mitteln die eigene Herkunft und Ausbildung, die direkte Umgebung und Dinge im Zusammenhang mit unmittelbaren Bedürfnissen beschreiben. |
| B                   | Selbstständige Sprachverwendung | B1            | Mittelstufe                        | Kann die Hauptpunkte verstehen, wenn klare Standardsprache verwendet wird und wenn es um vertraute Dinge aus Arbeit, Schule, Freizeit usw. geht. Kann die meisten Situationen bewältigen, denen man auf Reisen im Sprachgebiet begegnet. Kann sich einfach und zusammenhängend über vertraute Themen und persönliche Interessengebiete äußern. Kann über Erfahrungen und Ereignisse berichten, Träume, Hoffnungen und Ziele beschreiben und zu Plänen und Ansichten kurze Begründungen oder Erklärungen geben.                                            |
| B                   | Selbstständige Sprachverwendung | B2            | Gute Mittelstufe                   | Kann die Hauptinhalte komplexer Texte zu konkreten und abstrakten Themen verstehen; versteht im eigenen Spezialgebiet auch Fachdiskussionen. Kann sich so spontan und fließend verständigen, dass ein normales Gespräch mit Muttersprachlern ohne größere Anstrengung auf beiden Seiten gut möglich ist. Kann sich zu einem breiten Themenspektrum klar und detailliert ausdrücken, einen Standpunkt zu einer aktuellen Frage erläutern und die Vor- und Nachteile verschiedener Möglichkeiten angeben.                                                   |
| C                   | Kompetente Sprachverwendung     | C1            | Fortgeschrittene Kenntnisse        | Kann ein breites Spektrum anspruchsvoller, längerer Texte verstehen und auch implizite Bedeutungen erfassen. Kann sich spontan und fließend ausdrücken, ohne öfter deutlich erkennbar nach Worten suchen zu müssen. Kann die Sprache im gesellschaftlichen und beruflichen Leben oder in Ausbildung und Studium wirksam und flexibel gebrauchen. Kann sich klar, strukturiert und ausführlich zu komplexen Sachverhalten äußern und dabei verschiedene Mittel zur Textverknüpfung angemessen verwenden.                                                   |
| C                   | Kompetente Sprachverwendung     | C2            | Exzellente Kenntnisse              | Kann praktisch alles, was er/sie liest oder hört, mühelos verstehen. Kann Informationen aus verschiedenen schriftlichen und mündlichen Quellen zusammenfassen und dabei Begründungen und Erklärungen in einer zusammenhängenden Darstellung wiedergeben. Kann sich spontan, sehr flüssig und genau ausdrücken und auch bei komplexeren Sachverhalten feinere Bedeutungsnuancen deutlich machen. |

## Sprachprüfungen
Die den jeweiligen Kompetenzstufen zugehörigen Sprachprüfungen wurden auf den Gemeinsamen europäischen Referenzrahmen geeicht, auch von den Testanbietern der Association of Language Testers in Europe (ALTE). „Die deutschen Sprachprüfungen sind durch das Goethe-Institut, das Österreichische Sprachdiplom Deutsch (ÖSD), The European Language Certificates (telc), deutsche Universitäten mit der DSH-Prüfung und das TestDaF-Institut vertreten.“
| Sprache          | Zertifikat | A1                                                                | A2                                                                                        | B1 | B2                                                                            | C1                                                                            | C2                                                                            |
| ---------------- | --- | ----------------------------------------------------------------- | ----------------------------------------------------------------------------------------- | --- | ----------------------------------------------------------------------------- | ----------------------------------------------------------------------------- | ----------------------------------------------------------------------------- |
| diverse          | AMCAD EFL | A1                                                                | A2                                                                                        | B1 | B2                                                                            | C1                                                                            | C2                                                                            |
| diverse          | ALTE level | Breakthrough level                                                | Level 1                                                                                   | Level 2 | Level 3                                                                       | Level 4                                                                       | Level 5                                                                       |
| diverse          | telc | A1                                                                | A2                                                                                        | B1 | B2                                                                            | C1                                                                            | C2                                                                            |
| diverse          | UNIcert |                                                                   | UNIcert Basis                                                                             | UNIcert I | UNIcert II                                                                    | UNIcert III                                                                   | UNIcert IV                                                                    |
| Baskisch         | HABE | –                                                                 | –                                                                                         | 1. maila | 2. maila                                                                      | 3. maila                                                                      | 4. maila                                                                      |
| Chinesisch       | Hanyu Shuiping Kaoshi (HSK) | HSK Level 3                                                       | HSK Level 4                                                                               | HSK Level 5 | HSK Level 6                                                                   | –                                                                             | –                                                                             |
| Chinesisch       | Test of Chinese as a Foreign Language (TOCFL) (Taiwan)                                                                                   | TOCFL Level 1                                                     | TOCFL Level 2                                                                             | TOCFL Level 3 | TOCFL Level 4                                                                 | TOCFL Level 5                                                                 | TOCFL Level 6                                                                 |
| Dänisch          | Danskprøver til voksne udlændinge |                                                                   | Prøve i Dansk 1                                                                           | Prøve i Dansk 2 | Prøve i Dansk 3                                                               | Studieprøven                                                                  |                                                                               |
| Deutsch          | Österreichisches Sprachdiplom Deutsch | ÖSD Zertifikat A1 ÖSD Zertifikat A1 / Österreich ÖSD KID A1       | ÖSD Zertifikat A2 ÖSD Zertifikat A2 / Österreich ÖSD KID A2 ÖSD Integrationsprüfung A2    | ÖSD Zertifikat B1 ÖSD Zertifikat B1 / Jugendliche ÖSD Zertifikat Deutsch Österreich B1 ÖSD Zertifikat Deutsch Österreich B1 / Jugendliche ÖSD Integrationsprüfung B1 | ÖSD Zertifikat B2 ÖSD Zertifikat B2 / Jugendliche                             | ÖSD Zertifikat C1 ÖSD Zertifikat C1 / Jugendliche                             | ÖSD Zertifikat C2 ÖSD Zertifikat C2 / Wirtschaftssprache Deutsch              |
| Deutsch          | Goethe-Institut | Goethe-Zertifikat A1 Start Deutsch 1 Fit in Deutsch 1             | Goethe-Zertifikat A2 BULATS – Deutsch-Test für den Beruf Start Deutsch 2 Fit in Deutsch 2 | Goethe-Zertifikat B1 BULATS – Deutsch-Test für den Beruf | Goethe-Zertifikat B2 BULATS – Deutsch-Test für den Beruf Europa-Zertifikat B2 | Goethe-Zertifikat C1 BULATS – Deutsch-Test für den Beruf Europa-Zertifikat C1 | Goethe-Zertifikat C2 Großes Deutsches Sprachdiplom (GDS) Europa-Zertifikat C2 |
| Deutsch          | Deutsche Sprachprüfung für den Hochschulzugang (DSH)                                                                                     | –                                                                 | –                                                                                         | – | DSH-1                                                                         | DSH-2                                                                         | DSH-3                                                                         |
| Deutsch          | TestDaF |                                                                   |                                                                                           | | TDN 3 – TDN 4                                                                 | TDN 4 – TDN 5                                                                 |                                                                               |
| Deutsch          | WiDaF (Deutsch als Fremdsprache in der Wirtschaft)                                                                                       | –                                                                 | 0–246                                                                                     | 247–495 | 496–735                                                                       | 736–897                                                                       | 898–990                                                                       |
| Deutsch          | Europa-Zertifikat |                                                                   |                                                                                           | Europa-Zertifikat B1 | Europa-Zertifikat B2                                                          | Europa-Zertifikat C1                                                          | Europa-Zertifikat C2                                                          |
| Englisch         | EF SET (Standard English Test) | 1–30 / 100 (A1 Beginner)                                          | 31–40 / 100 (A2 Elementary)                                                               | 41–50 / 100 (B1 Intermediate) | 51–60 / 100 (B2 Upper Intermediate)                                           | 61–70 / 100 (C1 Advanced)                                                     | 71–100 / 100 (C2 Proficient)                                                  |
| Englisch         | City and Guilds | Preliminary                                                       | Access                                                                                    | Achiever | Communicator                                                                  | Expert                                                                        | Mastery                                                                       |
| Englisch         | NQF (UK Only) | Entry Level                                                       | Level 1                                                                                   | Level 2 | Level 3                                                                       | Levels 4–6                                                                    | Level 7–8                                                                     |
| Englisch         | Cambridge exam | KET (45 to 59)                                                    | PET (45 to 59) / KET Pass with Merit, Pass                                                | FCE (45 to 59) / PET Pass with Merit, Pass / KET Pass with Distinction                                                                                               | CAE (45 to 59) / FCE grade B or C / PET Pass with Distinction                 | CPE (45 to 59) / CAE grade B or C / FCE grade A                               | CPE grade A, B or C / CAE grade A / BEC Higher grade A                        |
| Englisch         | APIEL (Advanced Placement International English Language Examination) – College Board                                                    |                                                                   | (Note 1 – No Recommendation)                                                              | Note 2 – Possibly Qualified | Note 3 – Qualified                                                            | Note 4 – Well Qualified                                                       | Note 5 – Extremely Well Qualified                                             |
| Englisch         | IELTS |                                                                   |                                                                                           | 4.0 to 5.0 (5: Grenze zwischen B1 und B2) | 5.0 to 6.5 (5: Grenze zwischen B1 und B2)                                     | 7.0 to 8.0 (8: Grenze zwischen C1 und C2)                                     | 8.0 to 9.0 (8: Grenze zwischen C1 und C2)                                     |
| Englisch         | PTE Academic |                                                                   | 30                                                                                        | 43 | 59                                                                            | 76                                                                            | 85                                                                            |
| Englisch         | PTE General (formerly LTE) | Level A1                                                          | Level 1                                                                                   | Level 2 | Level 3                                                                       | Level 4                                                                       | Level 5                                                                       |
| Englisch         | Trinity College London Integrated Skills in English (ISE) / Graded Examinations in Spoken English (GESE) / Spoken English for Work (SEW) | GESE 2                                                            | ISE 0 GESE 3, 4                                                                           | ISE I GESE 5, 6 SEW 1 | ISE II GESE 7, 8, 9 SEW 2, 3                                                  | ISE III GESE 10, 11 SEW 4                                                     | ISE IV GESE 12                                                                |
| Englisch         | TOEIC | Listening: 060–109 Reading: 60–114 Speaking: 50–89 Writing: 30–69 | Listening: 110–274 Reading: 115–274 Speaking: 90–119 Writing: 70–119                      | Listening: 275–399 Reading: 275–384 Speaking: 120–159 Writing: 120–149                                                                                               | Listening: 400–489 Reading: 385–454 Speaking: 160–199 Writing: 150–199        | Listening: 490+ Reading: 455+ Speaking: 200+ Writing: 200+                    |                                                                               |
| Englisch         | Versant | 26–35                                                             | 36–46                                                                                     | 47–57 | 58–68                                                                         | 69–78                                                                         | 79–80                                                                         |
| Englisch         | TOEFL (IBT) |                                                                   |                                                                                           | 42–71 | 72–94                                                                         | 95–120                                                                        | 95–120                                                                        |
| Englisch         | TOEFL ITP |                                                                   | 337                                                                                       | 460 | 543                                                                           | 627                                                                           |                                                                               |
| Englisch         | TOEFL Junior Standard |                                                                   | Listening: 225–245 Language form: 210–245 Reading: 210–240                                | Listening: 250–285 Language form: 250–275 Reading: 245–275 | Listening: 290–300 Language form: 280–300 Reading: 280–300                    |                                                                               |                                                                               |
| Englisch         | TrackTest English Test | Level A1                                                          | Level A2                                                                                  | Level B1 | Level B2                                                                      | Level C1                                                                      | Level C2                                                                      |
| Englisch         | British General Qualifications | Foundation Tier GCSE                                              | Higher Tier GCSE                                                                          | GCE AS level / lower grade A-level | GCE A-Level (known as A2)                                                     |                                                                               |                                                                               |
| Finnisch         | YKI | 1.taso                                                            | 2.taso                                                                                    | 3.taso | 4.taso                                                                        | 5.taso                                                                        | 6.taso                                                                        |
| Französisch      | CIEP / Alliance française diplomas | TCF A1 / DELF A1                                                  | TCF A2 / DELF A2 / CEFP 1                                                                 | TCF B1 / DELF B1 / CEFP 2 | TCF B2 / DELF B2 / Diplôme de Langue                                          | TCF C1 / DALF C1 / DSLCF                                                      | TCF C2 / DALF C2 / DHEF                                                       |
| Griechisch       | Πιστοποίηση Ελληνομάθειας (Certificate of Attainment in Modern Greek)                                                                    | Α1 (Στοιχειώδης Γνώση)                                            | Α2 (Βασική Γνώση)                                                                         | Β1 (Μέτρια Γνώση) | Β2 (Καλή Γνώση)                                                               | Γ1 (Πολύ Καλή Γνώση)                                                          | Γ2 (Άριστη Γνώση)                                                             |
| Italienisch      | CELI | Impatto                                                           | 1                                                                                         | 2 | 3                                                                             | 4                                                                             | 5                                                                             |
| Italienisch      | CILS | A1                                                                | A2                                                                                        | Uno | Due                                                                           | Tre                                                                           | Quattro / DIT C2                                                              |
| Japanisch        | Japanese-Language Proficiency Test (JLPT)                                                                                                | Keine klare Zuordnung möglich.                                    | Keine klare Zuordnung möglich.                                                            | Keine klare Zuordnung möglich. | Keine klare Zuordnung möglich.                                                | Keine klare Zuordnung möglich.                                                | Keine klare Zuordnung möglich.                                                |
| Katalanisch      | Catalan Language Certificates |                                                                   | Bàsic-A2                                                                                  | Elemental-B1 | Intermedi-B2                                                                  | Suficiència-C1                                                                | Superior-C2                                                                   |
| Nieder- ländisch | Certificaat Nederlands als Vreemde Taal (CNaVT)                                                                                          |                                                                   | PTIT / PTPB                                                                               | PMT | PPT / PTHO                                                                    | PAT                                                                           |                                                                               |
| Portugie- sisch  | CAPLE | QECR                                                              | CIPLE                                                                                     | DEPLE | DIPLE                                                                         | DAPLE                                                                         | DUPLE                                                                         |
| Russisch         | Test of Russian as a foreign language (TORFL; russisch Тест по русскому языку как иностранному (ТРКИ))                                   | ТЭУ Элементарный уровень                                          | ТБУ Базовый уровень                                                                       | ТРКИ-1 (I Cертификационный уровень) (1st Certificate level) | ТРКИ-2                                                                        | ТРКИ-3                                                                        | ТРКИ-4                                                                        |
| Schwedisch       | TISUS | –                                                                 | –                                                                                         | – | –                                                                             | TISUS                                                                         | –                                                                             |
| Schwedisch       | Swedex | –                                                                 | A2                                                                                        | B1 | B2                                                                            | –                                                                             | –                                                                             |
| Spanisch         | DELE | A1                                                                | A2                                                                                        | B1 (vormals „Nivel Inicial“) | B2 (vormals „Nivel Intermedio“)                                               | C1                                                                            | C2 (vormals „Nivel Superior“)                                                 |
| Tschechisch      | Czech Language Certificate Exam (CCE) | CCE-A1                                                            | CCE-A2                                                                                    | CCE-B1 | CCE-B2                                                                        | CCE-C1                                                                        |                                                                               |
| Walisisch        | WJEC Defnyddio’r Gymraeg | Mynediad (Entry)                                                  | Sylfaen (Foundation)                                                                      | Canolradd (Intermediate) | –                                                                             | Uwch (Advanced)                                                               | Hyfedredd (Proficiency)                                                       |

## Anwendung
Der Gemeinsame europäische Referenzrahmen wird unter anderem im Europäischen Sprachenportfolio zur Selbstevaluation, in Profile deutsch zur Definition der Sprachniveaus für die Sprache Deutsch, sowie zum Selbsttest im DIALANG-System in 14 europäischen Sprachen angewandt. Weitere Anwendungen, die bestimmten Niveaus des GeR betreffen, sind im Folgenden genannt.

### Deutschland
- In Deutschland wird das in einer Fremdsprache erreichte GeR-Niveau auf dem Abiturzeugnis ausgewiesen, sofern in den letzten beiden Schulhalbjahren der Qualifikationsphase im Durchschnitt mindestens 5 Punkte in der betreffenden Fremdsprache erreicht wurden.[56] Schüler berufsbildender Schulen können eine freiwillige Fremdsprachenprüfung ablegen und dadurch das KMK-Fremdsprachenzertifikat erwerben, das berufsbezogene Fremdsprachenkompetenzen auf den GeR-Niveaus A2 bis C1 nachweist.[57]
- In den deutschen Auslandsschulen wird ebenfalls das GeR-Niveau dokumentiert; Deutsch und eine Landessprache, die als Erstsprache unterrichtet wird, werden jedoch nicht als Fremdsprache mit einem GeR-Niveau ausgewiesen; stattdessen enthält das Reifezeugnis die Bemerkung, dass diese Sprachen als Erstsprachen unterrichtet wurden und dass die im Unterricht erworbenen und in Prüfungen nachgewiesenen Kompetenzen solche auf dem Niveau C2 des GeR einschließen.[58]
- Der berufsbezogenen Deutschsprachförderung liegen die Niveaustufen A1 bis C2 des GeR zugrunde (§ 12, § 13 und § 15 Deutschsprachförderverordnung – DeuFöV).
- In Deutschland sind Sprachkenntnisse entsprechend dem Niveau B1 des GeR gesetzlich als eines der Ziele des Integrationskurses festgelegt (§ 3 IntV). Auch der Jugendintegrationskurs führt über die Etappen A1 und A2 zum Niveau B1 des GeR.
- Um als Ehegatte im Rahmen des Familiennachzugs nach Deutschland nachzureisen, müssen Staatsangehörige vieler Länder einfache Deutschkenntnisse entsprechend dem Niveau A1 des GeR nachweisen. In der Praxis wird das Sprachzertifikat über das erfolgreiche Bestehen des vom Goethe-Institut oder dessen Lizenznehmern/Partnerorganisationen durchgeführten Sprachtests oder der telc gGmbH ‚Start Deutsch 1‘ verlangt[59], oder aber eine anerkannte Sprachprüfung auf höherem Sprachstandsniveau (A2 bis C2).[60]
- Auch Au-pairs haben für die Einreise nach Deutschland Grundkenntnisse der deutschen Sprache nachzuweisen, und die Bewertung ihrer Sprachkompetenz erfolgt dabei einheitlich nach Niveau A1 des GeR.[61]
- Verschiedene Sprachprüfungen wurden auf die Niveaus des GeR geeicht, beispielsweise der TestDaF, der einen Hochschulzugang ermöglicht (s. u.).

### Österreich
- In Österreich sind die Anforderungen im Bereich der Migration ähnlich wie in Deutschland: Im Bereich des Familiennachzugs (Familienzusammenführung) müssen Familienangehörige bei der erstmaligen Beantragung von Aufenthaltstiteln Deutschkenntnisse auf A1-Niveau nachweisen. Der Nachweis der Deutschkenntnisse kann durch Vorlage eines allgemein anerkannten Sprachzertifikats, wie z. B. des international angebotenen ÖSD Zertifikat A1 des Österreichischen Sprachdiploms Deutsch (ÖSD) oder aber eine anerkannte Sprachprüfung auf diesem oder höherem Sprachstandsniveau, erbracht werden.
- In Österreich ist die Erreichung des A2-Niveaus des GeR Ziel des Integrationskurses, entsprechend Modul 1 der Integrationsvereinbarung. Die Erreichung des B1-Niveaus des GeR mit Modul 2 ist optional, ist aber Voraussetzung für den Erhalt eines Daueraufenthaltsrechts („Daueraufenthalt – EU“) und ist grundsätzlich auch für die Verleihung der Staatsbürgerschaft notwendig.[62] Die Integrationsprüfungen bestätigen die Erreichung des Niveaus A2 oder B1 des GER. Sie können beim ÖIF  abgelegt werden. Lehrkräfte des Integrationskurses müssen Deutsch als Erstsprache haben oder aber Sprachkenntnisse des Niveaus C1 des GER nachweisen.[63]
- Für die Zulassung an österreichischen Universitäten müssen in der Regel Nachweise über Deutschkenntnisse auf den Niveaus B2 oder C1 erbracht werden.

### Schweiz
- In der Schweiz zählt ein Nachweis der Sprachkompetenzen zu den Kriterien für die Integration von Ausländern und geht in die Entscheidung zur Erteilung einer Aufenthaltsbewilligung oder einer Niederlassungsbewilligung ein.[64][65]
- An einzelnen Hochschulen ist das Bestehen einer Sprachprüfung eine Voraussetzung für die Immatrikulation.[66]

### Weitere Staaten
Auch wird der GeR außerhalb Europas angenommen, so zum Beispiel in Ägypten, Japan, Kanada, Kolumbien, Korea oder auf den Philippinen.

## Vorteile

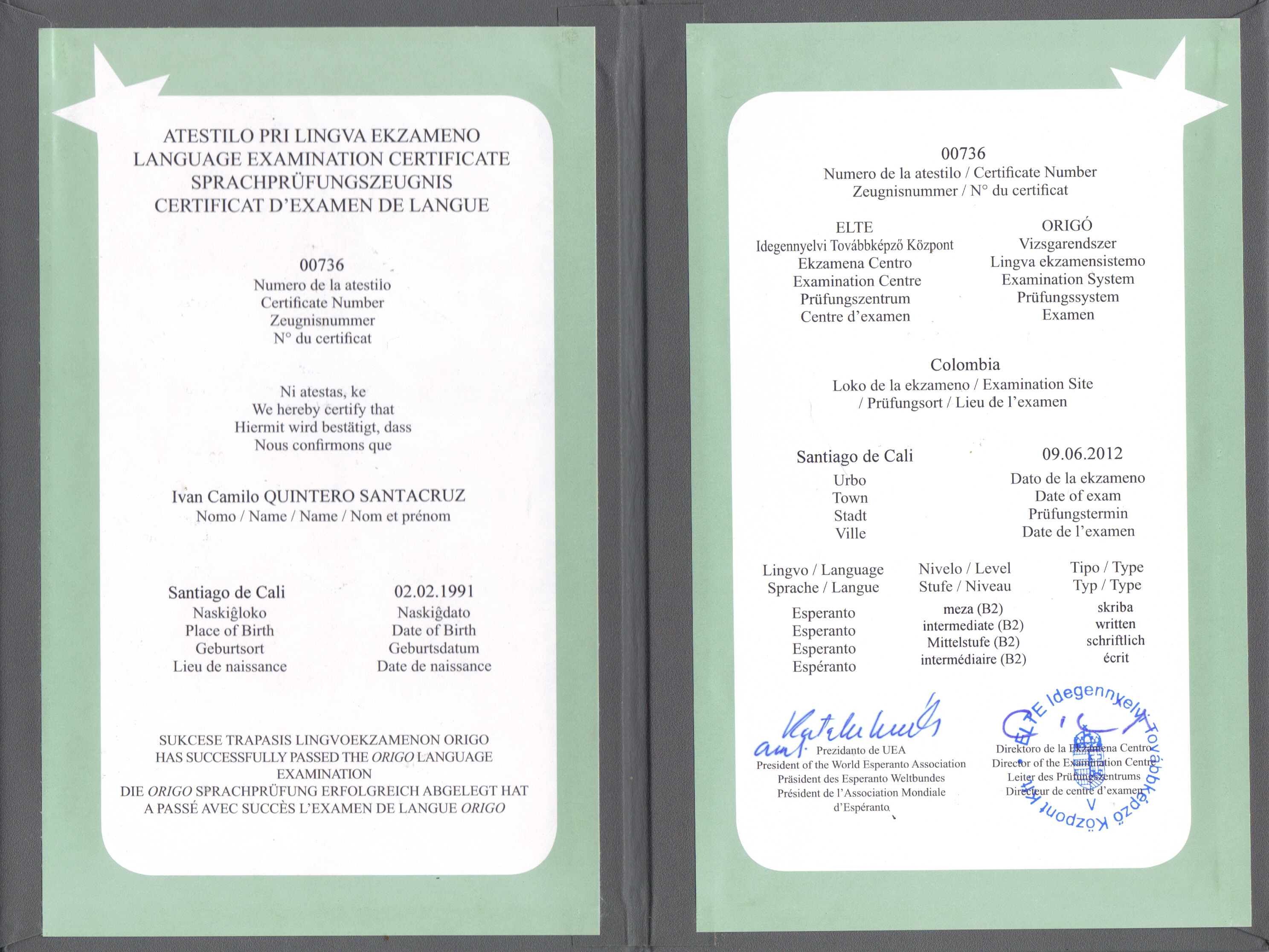
Sprachprüfungszeugnis – hier: B2-Niveau Esperanto

Mit dem Gemeinsamen europäischen Referenzrahmen für Sprachen ist eine gemeinschaftliche Grundlage und Vergleichbarkeit für Lehrpläne, Lehrwerke und die Prüfungen geschaffen worden. Dadurch haben sich folgende Vorteile ergeben:
- europaweit gültige Abschlüsse in Form von Sprachzertifikaten.
- europaweit flächendeckende Prüfungszentren.
- Lernbarrieren durch unterschiedliche Bildungssysteme innerhalb Europas werden überwunden und Lernerfolge werden vergleichbar.
- realistische Selbsteinschätzung der Lernenden und transparentere Unterrichtsinhalte und Qualifikationen.
- Verstehen, Sprechen und Schreiben als Grundfertigkeiten der fremdsprachlichen Kommunikation im Mittelpunkt.
- Werte, soziale Konventionen und Lebensbedingungen können besser berücksichtigt werden.
- Kommunikation im beruflichen Umfeld kann Lernenden bei Karriereplanung helfen.